# Carex angustifructus
Carex angustifructus là một loài thực vật có hoa trong họ Cói. Loài này được (Kük.) Nelmes mô tả khoa học đầu tiên năm 1940.